# Přírodovědecká fakulta Univerzity Palackého
Přírodovědecká fakulta Univerzity Palackého v Olomouci je výzkumně zaměřená fakulta, která poskytuje bakalářské, navazující magisterské i doktorské vzdělání v různých odvětvích matematiky a informatiky, fyziky, chemie, biologie, ekologie a věd o Zemi. 
Na fakultě studuje zhruba 4000 studentů. Většina fakultních pracovišť sídlí v moderní budově na třídě 17. listopadu či v přilehlých objektech, nedaleko centra města a v sousedství vysokoškolských kolejí a menzy. Nová budova byla slavnostně otevřena 22. června 2009 (v té době se jednalo o největší investiční projekt univerzity). Biologické obory a vědecká centra – Centrum regionu Haná pro biotechnologický a zemědělský výzkum a Regionální centrum pokročilých technologií a materiálů se nacházejí v místní části Holice. V roce 2015 fakulta otevřela interaktivní muzeum vědy Pevnost poznání a součástí fakulty je i Botanická zahrada.

## Katedry a pracoviště

### Obor matematika a informatika
- Katedra matematické analýzy a aplikací matematiky
- Katedra algebry a geometrie
- Katedra informatiky

### Obor fyzika
- Katedra biofyziky
- Katedra experimentální fyziky
- Katedra optiky a laboratoř kvantové optiky
- Společná laboratoř optiky UP a fyzikálního ústavu Akademie věd České republiky

### Obor chemie
- Katedra analytické chemie
- Katedra anorganické chemie
- Katedra biochemie
- Katedra fyzikální chemie
- Katedra organické chemie
- Katedra biotechnologií

### Obor biologie a ekologie
- Katedra botaniky
- Katedra zoologie a antropologie a ornitologická laboratoř
- Katedra ekologie a životního prostředí
- Katedra buněčné biologie a genetiky
- Laboratoř růstových regulátorů UP a AV ČR
- Katedra experimentální biologie
- Katedra chemické biologie

### Obor vědy o Zemi
- Katedra geologie
- Katedra geografie
- Katedra geoinformatiky

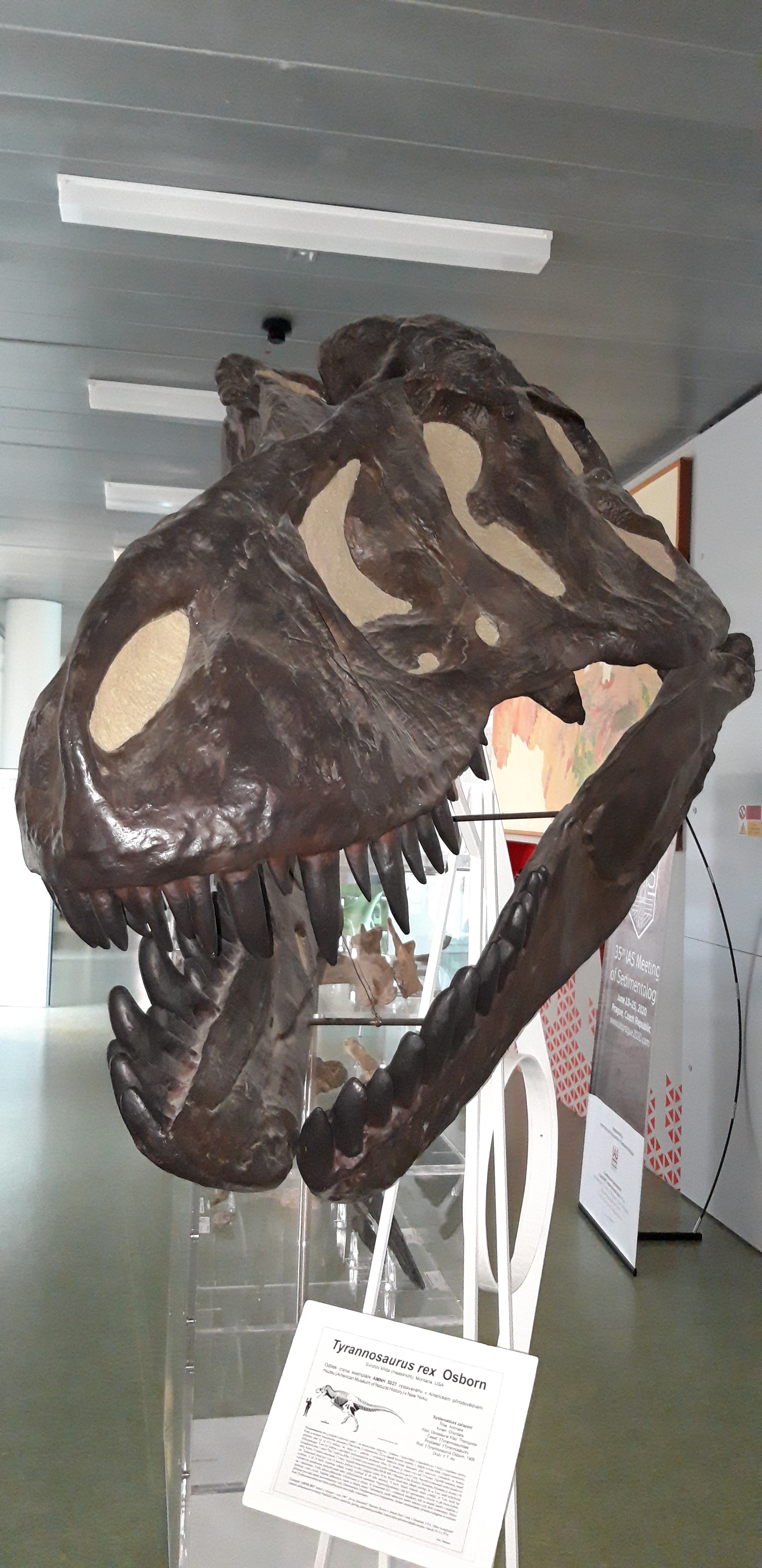
Replika lebky tyranosauřího exempláře AMNH 5027 v prostorách Katedry geologie při Přírodovědecké fakultě Univerzity Palackého v Olomouci.

- Katedra rozvojových a environmentálních studií

## Studentské spolky
- První Organizace Studentů Přírodovědy Olomouc (POSPOL)[3]
- UP Crowd[4]
- Udržitelný Palacký[5]
- Chemický spolek UP[5]
- Klub deskových her DoUPě[5]
- Geografický spolek PřF UP – EGEA[5]
- Fyzikální Klubík[5]

## Seznam děkanů Přírodovědecké fakulty Univerzity Palackého v Olomouci
Zahrnuti jsou i děkani přírodovědné větve pedagogické fakulty (1946–1953), přírodovědného biennia na filozofické fakultě a děkani fakulty společenských věd Vysoké školy pedagogické v Olomouci (1953–1957)
- 1953–1956 prof. RNDr. Josef Šula
- 1956–1966 prof. PaedDr. Josef Fuka
- 1966–1973 prof. RNDr. Miroslav Laitoch, CSc.
- 1973–1980 prof. RNDr. Ladislav Sedláček, CSc.
- 1980–1988 prof. RNDr. Miroslav Laitoch, CSc.
- 1988–1989 prof. RNDr. Jan Zapletal, CSc.
- 1990–1993 prof. RNDr. Otakar Štěrba, CSc.
- 1994–1997 doc. RNDr. Lubomír Dvořák, CSc.
- 1997–2003 doc. RNDr. Jan Lasovský, CSc. (dvě období)
- 2003–2005 prof. RNDr. Lubomír Dvořák, CSc.
- 2005–2013 prof. RNDr. Juraj Ševčík, CSc. (dvě období)
- 2013–2018 prof. RNDr. Ivo Frébort, CSc., Ph.D.
- od 2018 doc. RNDr. Martin Kubala, Ph.D. (dvě období)

## Fotogalerie

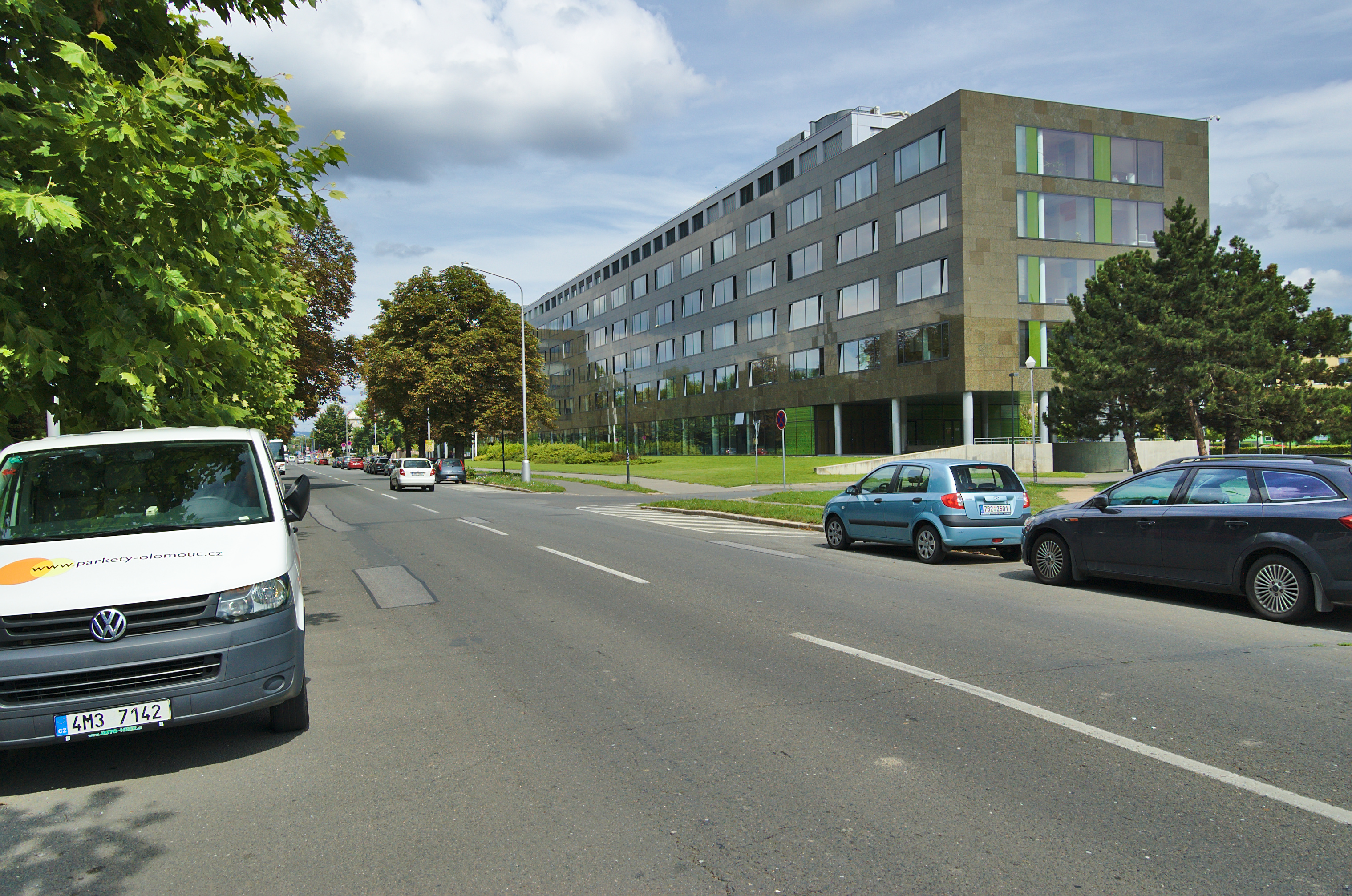
Nová budova
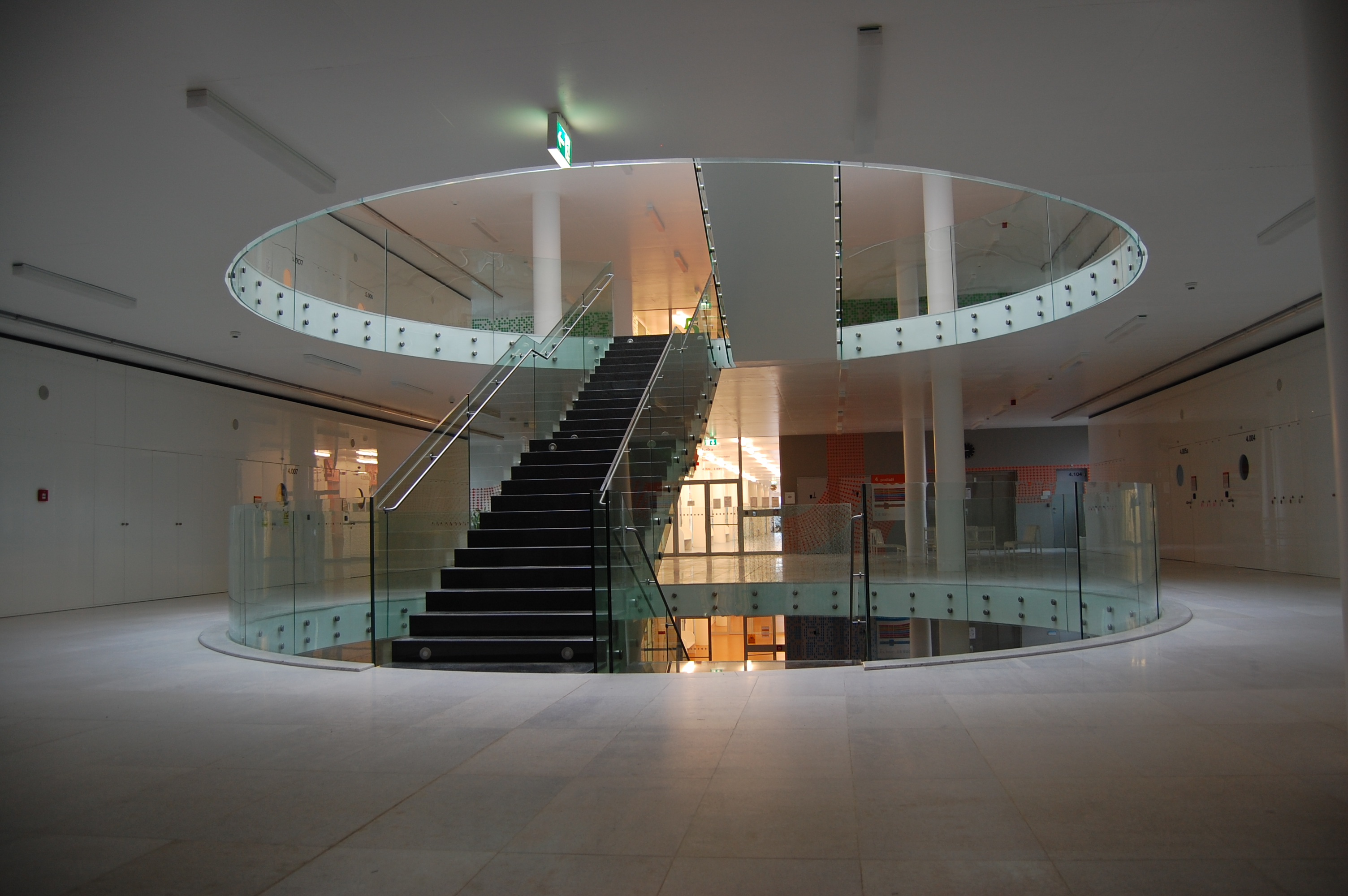
Schodiště ve 3. patře
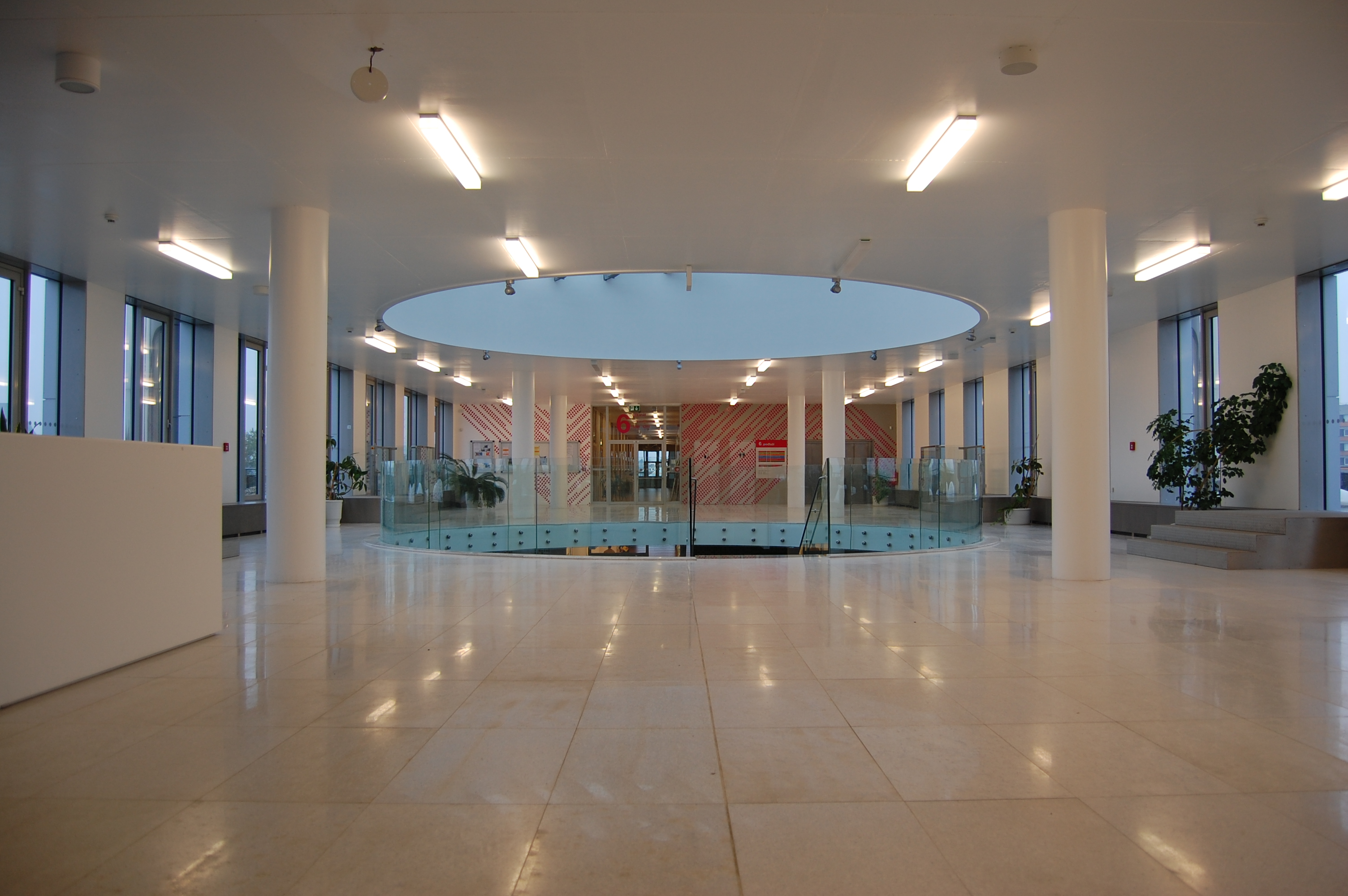
5. patro